# CS Gloria Bistrița (fotbal)
Clubul Sportiv Gloria Bistrița, cunoscut sub numele de Gloria Bistrița, sau pe scurt Gloria, este un club românesc de fotbal din municipiul Bistrița, care evoluează în prezent în Liga a III-a.
Fondată în 2018 sub denumirea 1. FC Gloria Bistrița, echipa este percepută pe scară largă drept succesoarea neoficială a fostei ACF Gloria Bistrița, având un nume similar, aceleași culori (alb și albastru), același stadion și chiar foști membri ai staffului și jucători ai vechiului club. În anul 2021, clubul a fost preluat de Consiliul Județean Bistrița-Năsăud și a fost redenumit Gloria Bistrița-Năsăud, schimbând totodată emblema și culorile (roșu-negru). În 2025, a renunțat la particula „Năsăud” pentru a-și consolida identitatea și a se alinia mai strâns cu Municipiul Bistrița.

## Istoric
Echipa a fost fondată la 31 mai 2018 sub numele de 1. FC Gloria Bistrița și a fost înscrisă direct în Liga a III-a, pe locul nou-promovatei ACS Dumitra, club care și-a dat locul și dreptul de a juca în eșalonul al treilea, precum și toți jucătorii, întreg personalul administrativ și tehnic la clubul nou înființat, înscriindu-se simultan în eșalonul al patrulea și devenind partener oficial pentru 1. FC Gloria, ca echipa a doua. Clubul este considerat succesorul neoficial al ACF Gloria Bistrița, atât de suporteri, de mass-media, dar și de clubul însuși asumându-și acest statut. Echipa are un nume asemănător, aceleași culori (alb si albastru), joacă pe același stadion, având si foști directori, manageri și jucători ai vechiului club implicați in destinul noii entități.
Antrenată de Dănuț Matei și având în componență jucători cu experiență în primul eșalon, precum Sergiu Costin, Alin Chibulcutean, Adrian Nalați, József Lörincz, Ovidiu Stoianof, Marius Curtuiuș, Călin Albuț și Andrei Enescu, 1. FC Gloria a încheiat pe locul 9 în Seria a V-a a sezonului 2018–19 din Liga III. În sezonul 2019–20, întrerupt în martie 2020 din cauza pandemiei de COVID-19, echipa s-a clasat pe locul 7 în aceeași serie. În ediția 2020–21, evoluând în Seria a X-a, Gloria a terminat pe poziția a 3-a.
În vara anului 2021, 1. FC Gloria a fost preluată de Consiliul Județean Bistrița-Năsăud și și-a schimbat numele în Gloria Bistrița-Năsăud.

## Stadion
1. FC Gloria, ca și predecesorul său, ACF Gloria Bistrița, își joacă meciurile de acasă pe Stadionul Jean Pădureanu din Bistrița, cu o capacitate de 7.800 de locuri. Stadionul poartă numele în onoarea celui mai longeviv președinte al unui club de fotbal din România, Jean Pădureanu, omul care a condus-o pe vechea Gloria timp de 47 de ani (1966–2013). Personaj respectat, dar și controversat, Lordul, așa cum era numit, a reușit să mențină clubul în prima ligă timp de 22 de ani consecutiv.

## Oficialii clubului
| Rol                         | Nume                               |
| --------------------------- | ---------------------------------- |
| Proprietar                  | Consiliul Județean Bistrița-Năsăud |
| Președinte                  | Eugen Cosma                        |
| Director Sportiv            | Sergiu Costin                      |
| Manager                     | Paul Șomodean                      |
| Antrenori Centru de Juniori | Valer Someșan                      |

| Rol                  | Nume                           |
| -------------------- | ------------------------------ |
| Antrenor             | Adrian Falub                   |
| Antrenor secund      | Dorel Zegrean                  |
| Antrenor de portari  | Călin Albuț                    |
| Maseur               | Alin Cioancă                   |
| Antrenori de juniori | Sergiu Mândrean⁠(d) Eugen Voica |

## Parcursulcompetițional
| Sezon   | Nivel | Divizie                  | Loc | Cupa României |
| ------- | ----- | ------------------------ | --- | ------------- |
| 2024–25 | 3     | Liga a III-a (Seria VII) | 1   |               |
| 2023–24 | 3     | Liga a III-a (Seria IX)  | 1   |               |
| 2022–23 | 3     | Liga a III-a (Seria X)   | 2   |               |
| 2021–22 | 3     | Liga a III-a (Seria IX)  | 5   |               |

| Sezon   | Nivel | Divizie                 | Loc | Cupa României |
| ------- | ----- | ----------------------- | --- | ------------- |
| 2020–21 | 3     | Liga a III-a (Seria IX) | 3   |               |
| 2019–20 | 3     | Liga a III-a (Seria V)  | 7   | Turul doi     |
| 2018–19 | 3     | Liga a III-a (Seria V)  | 9   | Turul trei    |

## Lotul
La 29 ianuarie 2025.
| Nr. |         | Poziție | Jucător            |
| --- | ------- | ------- | ------------------ |
|     | România | A       | Andrei Banyoi⁠(d)   |
|     | România | P       | Răzvan Began       |
|     | România | M       | Vlad Mihalcea      |
|     | România | F       | Harald Fridrich⁠(d) |
|     | România | A       | Valentin Alexandru |
|     | România | M       | Gabriel Deac⁠(d)    |
|     | România | P       | Bogdan Moga⁠(d)     |

| Nr. |         | Poziție | Jucător         |
| --- | ------- | ------- | --------------- |
|     | România | P       | Călin Albuț     |
|     | România | M       | Marius Chindriș |
|     | Albania | A       | Azdren Llullaku |
|     | România | F       | Costinel Gugu   |
|     | România | M       | Florin Bălan⁠(d) |
|     | România | P       | Raul Avram⁠(d)   |